# ملعب أوربانو كالديرا
ملعب أوربانو كالديرا يعرف أيضاً بملعب فيلا بيلميرو هو ملعب كرة قدم يقع في حي فيلا بيلميرو في سانتوس، البرازيل. وهو الملعب الرسمي لنادي سانتوس الذي يلعب في دوري الدرجة الأولى البرازيلي. تلبغ سعة ملعب أوربانو كالديرا 21,256 مقعد وهو سادس أكبر ملعب من حيث السعة في ولاية ساو باولو. تم افتتاح الملعب يوم 12 أكتوبر 1916 عندما تغلب سانتوس على نادي أتليتيكو إيبيرانغا 2–1. وقد تم تجديد الملعب يوم 27 مارس 1997 وتوسيعه في نفس الوقت.

## وصلات خارجية
- ملعب أوربانو كالديرا على موقع نادي سانتوس
- صور ملعب أوربانو كالديرا